# ケント・ハドリ
ケント・ウィリアム・ハドリ（Kent William Hadley, 1934年12月17日 - 2005年3月10日）は、アメリカ合衆国アイダホ州ポカテッロ出身のプロ野球選手（内野手）。

## 経歴

### MLB時代
1956年にデトロイト・タイガースと契約するが、メジャー昇格のないまま1957年11月20日にカンザスシティ・アスレチックスにトレード移籍。アスレチックスで1958年9月14日にメジャーデビュー。1959年は113試合に出場するものの、同年12月11日にニューヨーク・ヤンキースにトレード移籍。1960年は55試合と出場機会が減少し、1961年はシカゴ・ホワイトソックスに移籍するものの、ホワイトソックスではメジャーでの出場機会がなかった。

### NPB時代
1962年に日本プロ野球（NPB）の南海ホークスに入団。メジャー経験もある打者として期待された。同年5月1日の対西鉄戦でいきなりNPBでの初打席本塁打を放った。その後も自慢の長打力を発揮し、1963年には打率.295、30本塁打、84打点の成績を残し、この年のオールスターゲームにも選ばれている。翌年からも2年連続で本塁打を29本放ち（後に外国人選手として初めて通算100本塁打をマーク）、「ケンちゃん」の愛称で南海の主力として活躍した。1967年に退団。
特に1966年の日本シリーズでは南海の1勝3敗で迎えた第5戦（大阪スタヂアム）で、延長14回表に巨人に勝ち越しを許すものの、その裏にハドリが逆転サヨナラ2ランホームランを放ち、南海が一矢を報いて意地を見せた。本人も日本を去る際、問われて日本で一番記憶に残るプレーにこのホームランを挙げた。なおハドリは1964年の日本シリーズ第4戦（対阪神タイガース）でもサヨナラホームランを放っており、日本シリーズで2本のサヨナラホームランはシリーズ記録である。

## 引退後
帰国後はアイダホ州ポカテロで損害保険会社Farm Bureau Mutual Insurance Company of Idaho（Idaho Farm Bureau Insurance）の重役となり、日本から記者が取材に行くと、地元の新聞社が駆けつけるほどであった。
2005年3月10日に、生まれ故郷であるアイダホ州にて70歳で死去。

## 詳細情報

### 年度別打撃成績
| 年 度    | 球 団    | 試 合 | 打 席 | 打 数 | 得 点 | 安 打 | 二 塁 打 | 三 塁 打 | 本 塁 打 | 塁 打 | 打 点 | 盗 塁 | 盗 塁 死 | 犠 打 | 犠 飛 | 四 球 | 敬 遠 | 死 球 | 三 振 | 併 殺 打 | 打 率 | 出 塁 率 | 長 打 率 | O P S |
| -------- | -------- | ----- | ----- | ----- | ----- | ----- | -------- | -------- | -------- | ----- | ----- | ----- | -------- | ----- | ----- | ----- | ----- | ----- | ----- | -------- | ----- | -------- | -------- | ----- |
| 1958     | KCA      | 3     | 11    | 11    | 1     | 2     | 0        | 0        | 0        | 2     | 0     | 0     | 0        | 0     | 0     | 0     | 0     | 0     | 4     | 0        | .182  | .182     | .182     | .364  |
| 1959     | KCA      | 113   | 318   | 288   | 40    | 73    | 11       | 1        | 10       | 116   | 39    | 1     | 2        | 2     | 3     | 24    | 0     | 1     | 74    | 6        | .253  | .310     | .403     | .713  |
| 1960     | NYY      | 55    | 70    | 64    | 8     | 13    | 2        | 0        | 4        | 27    | 11    | 0     | 0        | 0     | 0     | 6     | 0     | 0     | 19    | 1        | .203  | .271     | .422     | .693  |
| 1962     | 南海     | 110   | 435   | 413   | 39    | 110   | 20       | 4        | 11       | 171   | 56    | 4     | 3        | 2     | 2     | 15    | 2     | 3     | 68    | 8        | .266  | .296     | .414     | .710  |
| 1963     | 南海     | 137   | 560   | 518   | 67    | 153   | 25       | 0        | 30       | 268   | 84    | 1     | 3        | 3     | 2     | 36    | 4     | 1     | 97    | 11       | .295  | .341     | .517     | .858  |
| 1964     | 南海     | 149   | 582   | 525   | 63    | 138   | 18       | 2        | 29       | 247   | 70    | 3     | 3        | 2     | 3     | 50    | 1     | 2     | 99    | 6        | .263  | .328     | .470     | .798  |
| 1965     | 南海     | 131   | 500   | 470   | 67    | 112   | 17       | 3        | 29       | 222   | 86    | 0     | 0        | 0     | 5     | 23    | 2     | 2     | 77    | 10       | .238  | .274     | .472     | .746  |
| 1966     | 南海     | 127   | 487   | 438   | 44    | 122   | 16       | 1        | 18       | 194   | 53    | 3     | 1        | 4     | 3     | 36    | 1     | 6     | 89    | 9        | .279  | .340     | .443     | .782  |
| 1967     | 南海     | 127   | 464   | 431   | 39    | 92    | 13       | 0        | 14       | 147   | 47    | 4     | 2        | 1     | 1     | 31    | 1     | 0     | 98    | 10       | .213  | .266     | .341     | .607  |
| MLB：3年 | MLB：3年 | 171   | 399   | 363   | 49    | 88    | 13       | 1        | 14       | 145   | 50    | 1     | 2        | 2     | 3     | 30    | 0     | 1     | 97    | 7        | .242  | .300     | .399     | .699  |
| NPB：6年 | NPB：6年 | 781   | 3028  | 2795  | 319   | 727   | 109      | 10       | 131      | 1249  | 396   | 15    | 12       | 12    | 16    | 191   | 11    | 14    | 528   | 54       | .260  | .309     | .447     | .756  |

### 表彰
NPB
- 日本シリーズ優秀選手賞：1回 （1964年）

### 記録
MLB初記録
- 初出場：1958年9月14日、対ニューヨーク・ヤンキース21回戦（ミュニシパル・スタジアム）、ハル・スミスの代打として出場し、ライン・デュレンの前に見逃し三振
- 初出場・初先発出場：1958年9月27日、対シカゴ・ホワイトソックス21回戦（コミスキー・パーク）、3番・一塁手として先発出場
- 初安打：同上、1回表にアーリー・ウィンから左前安打
- 初打点：1959年4月15日、対シカゴ・ホワイトソックス2回戦（コミスキー・パーク）、3回表にバリー・ラトマンから右越適時二塁打
- 初本塁打：同上、4回表にクロード・レイモンドから中越2ラン

NPB初記録
- 初出場・初先発出場：1962年5月1日、対西鉄ライオンズ3回戦（平和台球場）、3番・一塁手として先発出場
- 初打席・初安打・初本塁打・初打点：同上、1回表に中島淳一から左越先制ソロ ※史上5人目の初打席本塁打

NPB節目の記録
- 100本塁打：1966年4月9日、対東京オリオンズ1回戦（大阪スタヂアム）、4回裏に妻島芳郎から中越ソロ ※史上42人目（外国人選手初）

NPBその他の記録
- オールスターゲーム出場：1回 （1963年）

野村克也とのアベック本塁打に関する記録
- 1試合2イニング連続：1964年4月12日、対近鉄バファローズ戦（大阪スタヂアム）、4回無死と5回2死から ※2イニング連続は史上初
- シーズン5回：1964年8月26日、対近鉄バファローズ戦（大阪スタヂアム）、2回無死から ※当時の日本プロ野球記録

### 背番号
- 18 （1958年 - 1959年）
- 25 （1960年）
- 4 （1962年 - 1967年）